# Kalendarium powstania warszawskiego – 13 września

## 13 września, środa
Po raz pierwszy od początku powstania samoloty radzieckie dokonały zrzutów broni i żywności nad terenem Śródmieścia, zaś radzieckie wojska wkroczyły na Pragę.
Brzeg Wisły, istotny dla walk Niemców z sowietami, był nadal w rękach powstańczych, mimo prób jego odebrania. Polskie oddziały opuściły Port Czerniakowski, jedną stronę ul. Łazienkowskiej i Szpital św. Łazarza przy ul. Książęcej.
SS-mani Dirlewangera szturmowali przy wsparciu lotnictwa i dział szturmowych gmach ZUS przy ulicy Czerniakowskiej, broniony zaciekle przez pluton ppor. Andrzeja Samsonowicza „Xięcia” z batalionu „Zośka”. W ogarniętym pożarem budynku spłonęło żywcem blisko 60 rannych ze znajdującego się tam powstańczego szpitala. Resztę wynoszono na ulicę wśród toczącego się wokół boju, wskutek czego ginął i personel i pacjenci. Powstańcze pielęgniarki i sanitariuszki dają w trakcie ewakuacji liczne dowody męstwa. Niemcy przedostali się do gmachu ZUS dopiero nocą. W zajętej przez siebie części budynku wymordowali pozostających tam wciąż rannych powstańców i cywilów. Pod ostrzałem karabinów maszynowych prowadzonego z budynku szkoły powszechnej przy ul. Czerniakowskiej 128, powstańcy wycofali się z Portu Czerniakowskiego, a także z parzystej strony ul. Łazienkowskiej.
Oddziały niemieckie wysadziły mosty: Poniatowskiego, średnicowy, Kierbedzia i obydwa mosty pod Cytadelą.
13 września w rejonie ulicy Marszałkowskiej zginął kapral podchorąży Wojciech Mencel, student polonistyki, poeta, jeden z redaktorów pisma Sztuka i Naród. W czasie powstania był dowódcą patrolu megafonów Biura Informacji i Propagandy Armii Krajowej. W walkach o ZUS zginął między innymi Ryszard Klauze, sierżant I plutonu "Sad" kompanii "Rudy". W walkach na Książęcej 1 zginęli podporucznik Wojciech Lenart z II plutonu "Alek" 2. kompanii "Rudy" i Wiesław Tyczyński z III plutonu "Felek". W szpitalu na Czerniakowskiej zmarł Zbigniew Sokola-Maniecki, dowódca drużyny w 1. kompanii "Maciek".